# M. A. Fortin
Mark Alexandre Fortin (nascut l'11 d'agost de 1978) és un guionista i productor canadenc. En tàndem amb Joshua John Miller, ha escrit el guió de la comèdia de terror del 2015 The final girls, i el pilot de la sèrie dramàtica USA Network Queen of the South.

## Vida personal
Fortin va néixer a Montreal, Quebec, i es va criar a Oakville, Ontario. És un antic alumne de l'Emerson College, del qual va rebre el seu Bachelor of Fine Arts l'any 2000. Es va graduar amb un Màster en Belles Arts a l'American Repertory Theatre / Moscow Art Theatre Institut de Formació Avançada en Teatre a la Universitat Harvard. És gai i, des del 2013, manté una relació amb un altre guionista Joshua John Miller.

## Carrera
Fortin sovint coescriu amb Joshua John Miller. La seva primera col·laboració va ser en el curtmetratge Dawn, que va ser dirigit per l'actriu Rose McGowan. El curt es va estrenar al Festival de Cinema de Sundance de 2014. Els dos després va escriure i produir executiu la pel·lícula de comèdia de terror The final girls, que va ser dirigida per Todd Strauss-Schulson i protagonitzada per Taissa Farmiga i Malin Åkerman. La pel·lícula es va estrenar a South by Southwest el 13 de març de 2015, i va rebre una estrena limitada als Estats Units el 9 d'octubre de 2015.
Fortin i Miller van escriure el pilot de la sèrie dramàtica d'USA Network Queen of the South, que es va estrenar el 23 de juny de 2016 i per a la qual van també serveixen com a productors executius.

## Filmografia
- Dawn (2014; curtmetratge)
- The Final Girls (2015; també productor executiu)
- Queen of the South (2016–2021; també productor executiu)
- The Exorcism (2024)